# 県道124号 (台湾)
県道124号（けんどう124ごう）は、苗栗県竹南鎮龍港から同県獅潭郷を結ぶ、全長49.120kmの台湾の県道である。

## 通過する自治体
- 苗栗県
  - 竹南鎮
  - 頭份市
  - 三湾郷
  - 南庄郷
  - 獅潭郷

## 接続する道路
- 台13甲線
- 台13線
- 台1線
- 県道124甲線
- 台3線

## 施設
- 苗栗県立僑善国小学校

## 支線

### 甲線
県道124号甲線（けんどう124ごうこうせん）は、苗栗県頭份市から同県同鎮崎仔頭を結ぶ、全長1.675kmの台湾の県道である。

#### 通過する自治体
- 頭份市

#### 接続する道路
- 県道124号
- 国道1号（インターチェンジ）
- 台1線